# Klaas Laan
Klaas Laan (Abbekerk, 13 maart 1862 - Deurne, 12 juni 1932) was een Nederlands burgemeester.
Klaas Laan werd met ingang van 25 november 1895 benoemd als burgemeester van Deurne en Liessel. Daarvoor was hij sedert december 1889 burgemeester van het West-Brabantse Putte.
Bij zijn komst in Deurne vestigde hij zich aanvankelijk in het Klein Kasteel aan het Haageind en liet in 1907 de nog bestaande woning Stationslaan 8 bouwen. Hij noemde zijn villa, naar de voornamen van hem en zijn vrouw Maria F.P. Marmillion, “Nicopola”. Later zou in dat huis de uit Gelderland afkomstige fabrikantenfamilie Te Strake gaan wonen. Zij herdoopten het huis in “Gelria”.
Tijdens de Eerste Wereldoorlog nam Laan het uit Borgerhout afkomstige vluchtelingengezin Van Breen in huis op.
Na zijn eervol ontslag als burgemeester in 1917 had Klaas Laan nog een aantal jaren zitting in de Deurnese gemeenteraad. Laan en zijn echtgenote hadden geen kinderen.